# Joseph Bara

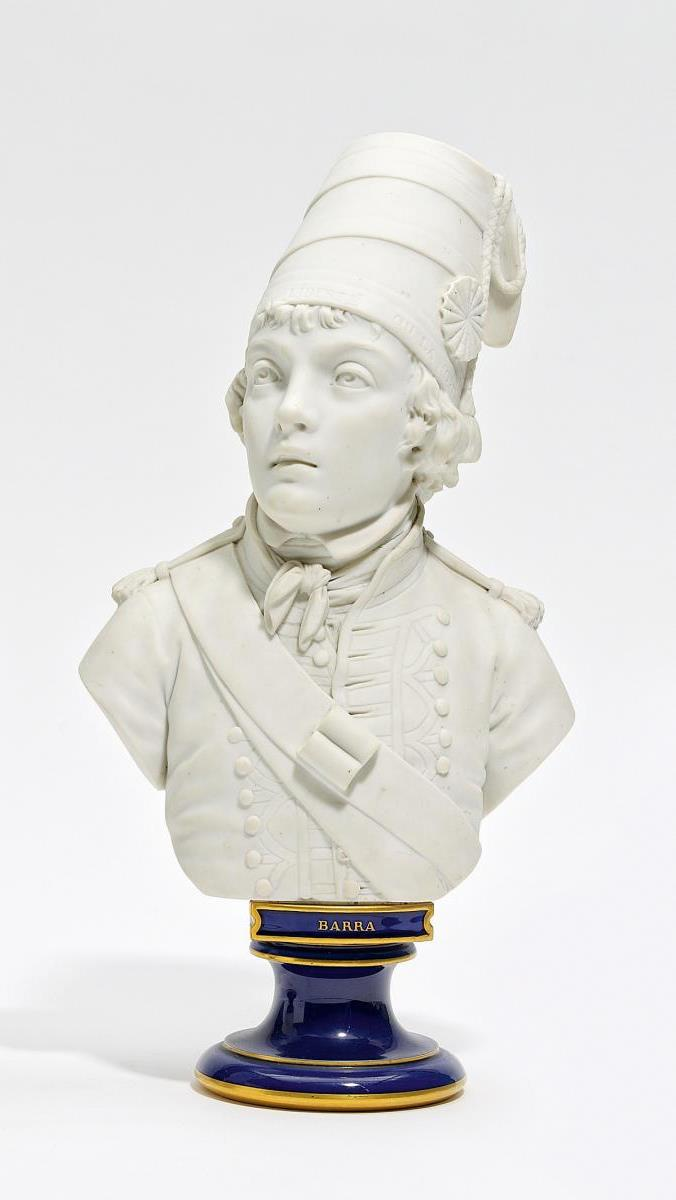
Büste des Joseph Bara der Manufacture royale de porcelaine de Sèvres.

Joseph Bara, auch Barra (* 30. Juli 1779 in Palaiseau; † 7. Dezember 1793 in Jallais) war ein junger französischer republikanischer Soldat (Trommler) während der Zeit der Französischen Revolution.

## Leben, Tod und Legende
Joseph Bara war eigentlich zu jung, um in die Armee einzutreten. Er schloss sich aus eigenem Antrieb einer Armeeeinheit im Département Vendée an, die gegen konterrevolutionäre Truppen kämpfte. Nach seinem Tod schrieb General J.-B. Desmarres an den Kongress: „Gestern hat dieser mutige Junge, als er von feindlichen Truppen umzingelt war, entschieden lieber zu sterben, als dem Feind die zwei Pferde zu überlassen, die er führte“.
Der Tod von Joseph Bara wurde von Maximilien de Robespierre propagandistisch ausgeschlachtet, indem er ihn vor dem Nationalkonvent pries und sagte: „Nur die Franzosen haben 13-jährige Helden“. Joseph Bara wurde ein Opfer von Mitgliedern der Chouannerie, die einfach Pferde stehlen wollten, wurde jedoch instrumentalisiert und zu einem Symbol des Widerstandes hochstilisiert, der das Ancien Régime um den Preis seines Lebens abgelehnt habe. Es wurde die Legende konstruiert, er sei vom Feind gefangen genommen und gezwungen worden, „Vive le Roi“ (Lang lebe der König) zu rufen, um sein Leben zu retten. Stattdessen soll er jedoch „Vive la République“ (Lang lebe die Republik) gerufen haben, was ihn das Leben gekostet habe.
Seine sterblichen Überreste sollten im Rahmen einer Zeremonie zu seinen Ehren ins Panthéon nach Paris überführt werden. Doch dazu kam es nicht mehr, da tags zuvor Maximilien de Robespierre gestürzt wurde.

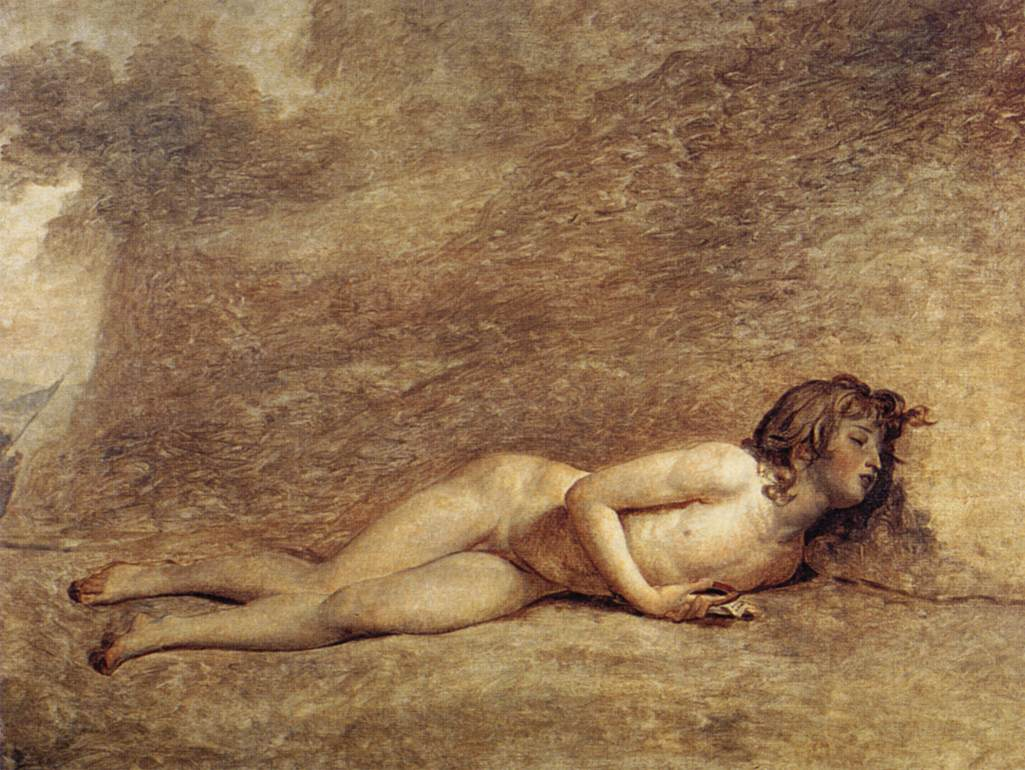
Jacques-Louis David: La Mort du jeune Bara (1794)

## Ehrungen
Joseph Bara wurde in zahlreichen Gemälden, Statuen und Büsten verewigt, darunter von so namhaften Künstlern wie Jacques-Louis David, David d’Angers, Jean-Joseph Weerts, Charles Moreau-Vauthier und der Manufacture royale de porcelaine de Sèvres. Zudem wurden eine Straße in Paris und ein Schiff der Französischen Marine (Stapellauf 1794) nach ihm benannt. In seinem Geburtsort in Palaiseau wurde ihm eine Statue errichtet.
Zusammen mit einem weiteren „Kindermärtyrer“ der Französischen Revolution, Joseph Agricol Viala, wird er im Revolutionslied „Le Chant du Départ“ in einer Strophe namentlich erwähnt, die von einer Kinderstimme zu singen ist.